# Riu Meshik
El Meshik (en anglès Meshik River) és un petit riu de 50 quilòmetres de recorregut que es troba a sud-oest de l'estat d'Alaska, Estats Units. El riu discorre entre el llac Meshik, als vessants del mont Aniakchak, dins el Monument i Reserva Nacionals d'Aniakchak, fins a la badia de Bristol, prop de la localitat de Port Heiden.
El Meshik és un dels molts rius de la península en què es practica la pesca esportiva. Les principals espècies en de peixos que s'hi troben són el salmó Chinook, salmó platejat, salmó vermell i truites. L'accés al riu sols és possible en barca o hidroavió.